# Hôtel Dévallée
L’hôtel Dévallée, actuellement Résidence Renaissance, est un ancien hôtel particulier situé à La Madeleine, dans la Métropole européenne de Lille dans le département du Nord.

## Histoire
Les deux frères Jules et Victor Dévallée, fils d’un riche industriel de Roubaix, décident de construire leur somptueux hôtel particulier au bord du Grand boulevard peu après l'ouverture de cette voie majestueuse reliant les trois villes de la métropole.
Les deux frères deviennent leur propre architecte après que ceux qui leur avaient présenté des projets, dont Louis Cordonnier, aient abandonné devant le caractère difficile des commanditaires. 
Le palais est terminé en 1914. Victor Dévallée meurt en 1934, son frère Jules se marie se refugie en Suisse et n’y habite plus. Pendant la guerre le palais est occupé par les militaires allemands puis anglais. Après la guerre, l’intérieur a été adapté pour une utilisation de bureaux.

## Localisation

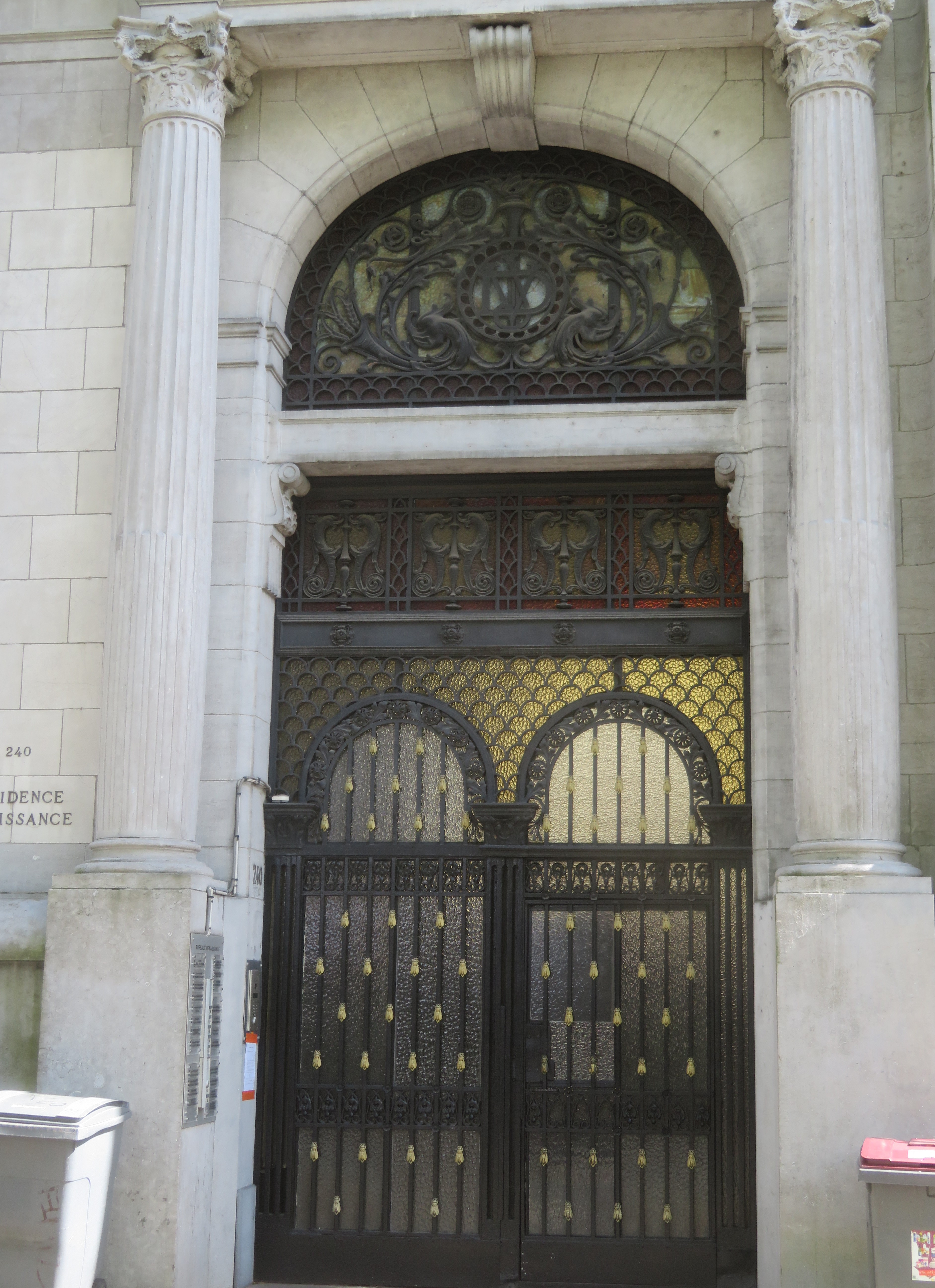
Portail de l'hôtel Dévallée à La Madeleine

L'hôtel est situé au 240 avenue de La République à La Madeleine à proximité de maisons de style éclectique.

## Description
Les murs de pierre bleue sont très épais. Des colonnades de marbre supportent l’étage. 
La demeure est une somme architecturale avec des pièces immenses, chacune d’un style différent, salle de séjour Renaissance, chambre Empire, salle au rez-de-chaussée avec des cariatides soutenant une cheminée de la taille de celle des châteaux-forts, pièce mauresque.
Le décor intérieur était luxueux et quelque peu extravagant. L'un des frères avait monté son lit sur axe entrainé par un mécanisme d'horlogerie suisse suivant le mouvement lunaire.